# سلكوتاوية
سلكوتاوية (الاسم العلمي: Carabini)، قبيلة خنافس من فصيلة السلكوتاوات وفصيلة السلكوتيات.